# 亚历山大·尤先科
亚历山大·安德烈耶维奇·尤先科（羅馬化：Aleksandr Andreyevich Yushchenko；1969年11月19日—）是俄罗斯政治人物，第六届、第七届、第八届国家杜马代表。
1990年代，尤先科从事政治活动和新闻工作。他与亚历山大·涅夫佐罗夫合作制作电视新闻节目《600秒》。1995年开始从事俄共信息保障工作。他还担任根纳季·久加诺夫的顾问。2007年，他领导了共产党新闻部门。 2007年至2011年任布里亚特共和国人民呼拉尔第四届代表。2011年至2016年任第六届国家杜马代表。2016年和2021年连任第七届和第八届国家杜马代表。

## 制裁
尤先科于2022年因俄乌战争而受到英国政府制裁。